# الوجهة النهائية (سلسلة أفلام)
الوجهة النهائية أو فاينال ديستنايشن (بالإنجليزية: Final Destination) هي سلسلة أفلام رعب أميركية تتمحور حول مواضيع متعلقة بالقضاء والقدر والاستبصار وارتباط هذه العوامل بالموت، أي كيفية التنبؤ بالموت وتجنبه أو السيطرة عليه. كل فيلم يصور مجموعة من الناس يموتون في سلسلة من السيناريوهات، وهذه السيناريوهات غالباً ما تكون قاتلة ودموية.
لاقت السلسلة ردود فعل إيجابية، حيث أثنى المعجبون والنقاد على هذا النوع من أفلام الرعب غير النمطية والتي لا تتضمن أساطير خرافية ووحوش ومخلوقات غريبة وأشباح وشياطين.

## الأفلام
- الوجهة النهائية 1، من إخراج جيمس وانغ لعام 2000
- الوجهة النهائية 2، من إخراج ديفيد آر.أليس لعام 2003
- الوجهة النهائية 3، من إخراج جيمس وانغ لعام 2006
- الوجهة النهائية 4، من إخراج ديفيد آر.أليس لعام 2009
- الوجهة النهائية 5، من إخراج ستيفن كويل لعام 2011
- الوجهة النهائيه6 من إخراج زاك ليبوفسكي وآدم شتاين، لعام2025

## عائدات شباك التذاكر
| اسم الفيلم        | تاريخ الصدور               | الإيراد          | الإيراد               | الإيراد      | المرتبة | المرتبة    | الميزانية    | المرجع      |
| اسم الفيلم        | تاريخ الصدور               | الولايات المتحدة | خارج الولايات المتحدة | حول العالم   | محلي    | حول العالم | الميزانية    | المرجع      |
| ----------------- | -------------------------- | ---------------- | --------------------- | ------------ | ------- | ---------- | ------------ | ----------- |
| الوجهة النهائية 1 | 17 أذار/مارس 2000          | $53,331,147      | $59,549,147           | $112,880,294 | #1,016  |            | $23,000,000  | [ 1 ]       |
| الوجهة النهائية 2 | 31 كانون الثاني/يناير 2003 | $46,961,214      | $43,465,191           | $90,426,405  | #1,185  |            | $26,000,000  | [ 2 ] [ 3 ] |
| الوجهة النهائية 3 | 10 شباط/فبراير 2006        | $54,098,051      | $63,621,107           | $117,719,158 | #1,103  |            | $34,000,000  | [ 4 ]       |
| الوجهة النهائية 4 | 28 آب/أغسطس 2009           | $66,477,700      | $119,689,439          | $186,167,139 | #858    |            | $43,000,000  | [ 5 ]       |
| الوجهة النهائية 5 | 12 آب/أغسطس 2012           | $42,587,643      | $115,300,000          | $157,887,643 | #1,440  |            | $40,000,000  | [ 6 ] [ 7 ] |
| المجموع           | المجموع                    | $263,455,755     | $398,424,884          | $661,880,639 |         |            | $166,000,000 |             |